# Gervinho
Gervais Yao Kouassi (normalt bare kendt som Gervinho) (født 27. maj 1987 i Ányama, Elfenbenskysten) er en ivoriansk fodboldspiller, som spiller for den kinesiske klub Hebei China Fortune. Tidligere har han optrådt for AS Roma, Arsenal F.C., KSK Beveren samt for Le Mans UC72 og Lille OSC.

## Landshold
Gervinho har (pr. marts 2018) spillet 80 kampe og scoret 22 mål for Elfenbenskystens landshold, som han debuterede for i 2007. Han har repræsenteret sit land ved OL i Beijing 2008, ved VM i 2010 i Sydafrika samt ved Africa Cup of Nations i både 2008 og 2010.